# Cottus marginatus
Cottus marginatus är en fiskart som först beskrevs av Tarleton Hoffman Bean, 1881.  Cottus marginatus ingår i släktet Cottus och familjen simpor. Inga underarter finns listade i Catalogue of Life.